# جورج بيل سويفت
جورج بيل سويفت (بالإنجليزية: George Bell Swift)‏ هو سياسي أمريكي، ولد في 14 ديسمبر 1845 في سينسيناتي في الولايات المتحدة، وتوفي في 2 يوليو 1912 في شيكاغو في الولايات المتحدة بسبب نوبة قلبية. حزبياً، نشط في الحزب الجمهوري. وقد انتخب عمدة شيكاغو ‏.